# Иванникова, Александра Фёдоровна
Александра Фёдоровна Иванникова (1910 год, село Мерке, Аулиеатинский уезд — дата и место смерти не известны, СССР) — колхозник, Герой Социалистического Труда (1948).

## Биография
Родилась в 1910 году в селе Мерке (ныне — Меркенский район, Жамбылская область, Казахстан).
В 1941 году вступила в колхоз имени «Новый путь» Джамбульской области. Первоначально работала рядовой колхозницей, в 1945 году была назначена звеньевым полеводческого звена.
В 1945 году полеводческое звено под управлением Александры Иванниковой выполнило план на 215 %, в 1946 году — на 300 % и в 1947 году — на 350 %. В 1947 году звено собрало 841 центнеров сахарной свеклы с участка площадью 7 гектаров. За этот доблестный труд в сельском хозяйстве Александра Иванникова была удостоена в 1948 году звания Героя Социалистического Труда.
Проживала в родном селе Мерке.

## Награды
- Герой Социалистического Труда (1948)
- Орден Ленина (1948)
- Медаль «За доблестный труд в Великой Отечественной войне 1941—1945 гг.»
- Медаль «За трудовую доблесть» (11.04.1949)